# No Face, No Name, No Number
No Face, No Name, No Number (Sin rostro, sin nombre, sin número) es una canción del noveno álbum de Modern Talking, Year Of The Dragon. Ésta no se publicó como sencillo, mas si alcanzó algunas posiciones importantes en los Air Play charts de algunos países. 

## Charts
| Airplay Chart (2000) | Peak position |
| -------------------- | ------------- |
| Líbano               | 41            |
| Lituania             | 16            |
| Moldavia             | 1             |
| Rumania              | 1             |

- Datos: Q37218